# Vlinderorchis
De vlinderorchis (Anacamptis papilionacea) is een Europese orchidee. Het is een soort van het Europese Middellandse Zeegebied.

## Naamgeving en etymologie
- Synoniem: Orchis papilionacea L. (1759) (= basioniem)

De botanische naam Anacamptis is afkomstig van het Oudgriekse 'anakamptein', achterover leunen, wat slaat op de naar achter gebogen pollinia. De soortaanduiding papilionacea betekent 'vlinder'.
Ook de gewone namen verwijzen naar de gelijkenis van de bloem (vooral dan de felgekleurde, grote lip) met een vlinder.

## Kenmerken

### Plant
De vlinderorchis is een middelgrote orchis, 15-40 cm hoog. Het is een meerjarige plant (geofyt) die elk jaar vanuit ondergrondse wortelknol opnieuw een bloemstengel vormt. De stevige stengel heeft onderaan een bladrozet, meerdere gewone stengelbladeren en een gerekte aar met vier tot twintig bloemen.

### Bladeren
Het bladrozet heeft vijf tot tien lancetvormige groene, ongevlekte bladeren. De bloemstengel heeft verder nog een aantal stengelomvattende bladeren die naar boven toe purper aanlopen.

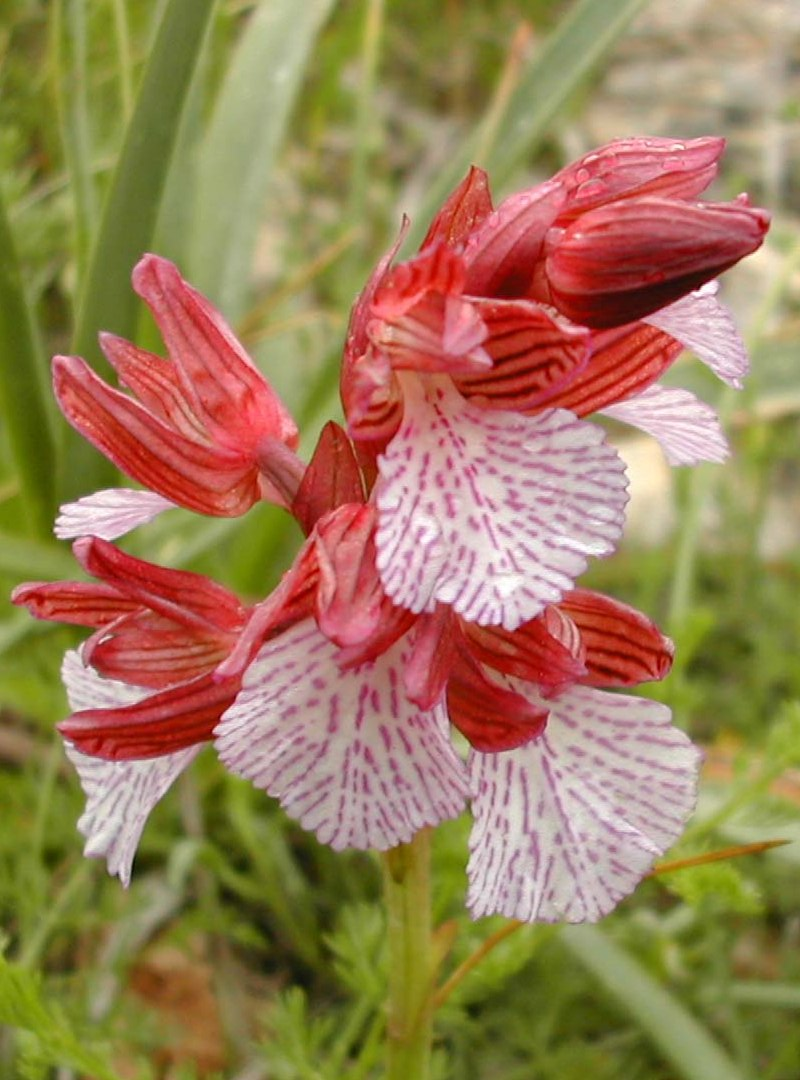
Detail bloem

### Bloemen
De bloemen zijn tot 2 cm groot. Ze hebben drie gelijke, wigvormige sepalen of kelkbladen, donkerroze tot purper gekleurd met donkerder nerven, en vooruitstekend als een helm. De twee bovenste petalen of kroonbladen zijn kleiner en lichter gekleurd. Het meest opvallende is echter de grote lip, lichtroze van kleur met donkerroze nerven, tongvormig, als een gootje gebogen, en nog een eind buiten de kelkbladen uitstekend.
De kleuren zijn vrij variabel, van bijna wit tot donkerroze voor de lip en purper, donkerrood of zelfs bruin voor de kelkbladen.
De ondersoort Anacamptis papilionacea subsp. expensa heeft grotere bloemen, tot 2,5 cm, met een volledig vlakke lip.
De bloeitijd is van april tot juni.

## Voortplanting
In de holte onder de helm is de temperatuur steeds iets hoger dan er buiten. Vooral solitaire bijen en wespen maken daarvan gebruik om te schuilen tijdens regenbuien en frisse nachten. Bij het verlaten van de bloem nemen ze de plakkerige pollinia mee zodat bij een volgend bezoek de bloem bestoven wordt.

## Habitat
De vlinderorchis prefereert kalkrijke gronden met veel zon of lichte schaduw: kalkgraslanden, subalpiene ruigtes, lichte naaldbosen, open plaatsen tussen struikgewas, schrale bermen en verlaten cultuurlanden tot op 1000 m hoogte.

## Voorkomen
De vlinderorchis komt voor in het Europese Middellands Zeegebied.

## Verwante en gelijkende soorten
Door zijn vorm en felle kleuren kan de vlinderorchis nauwelijks met een andere soort verward worden.

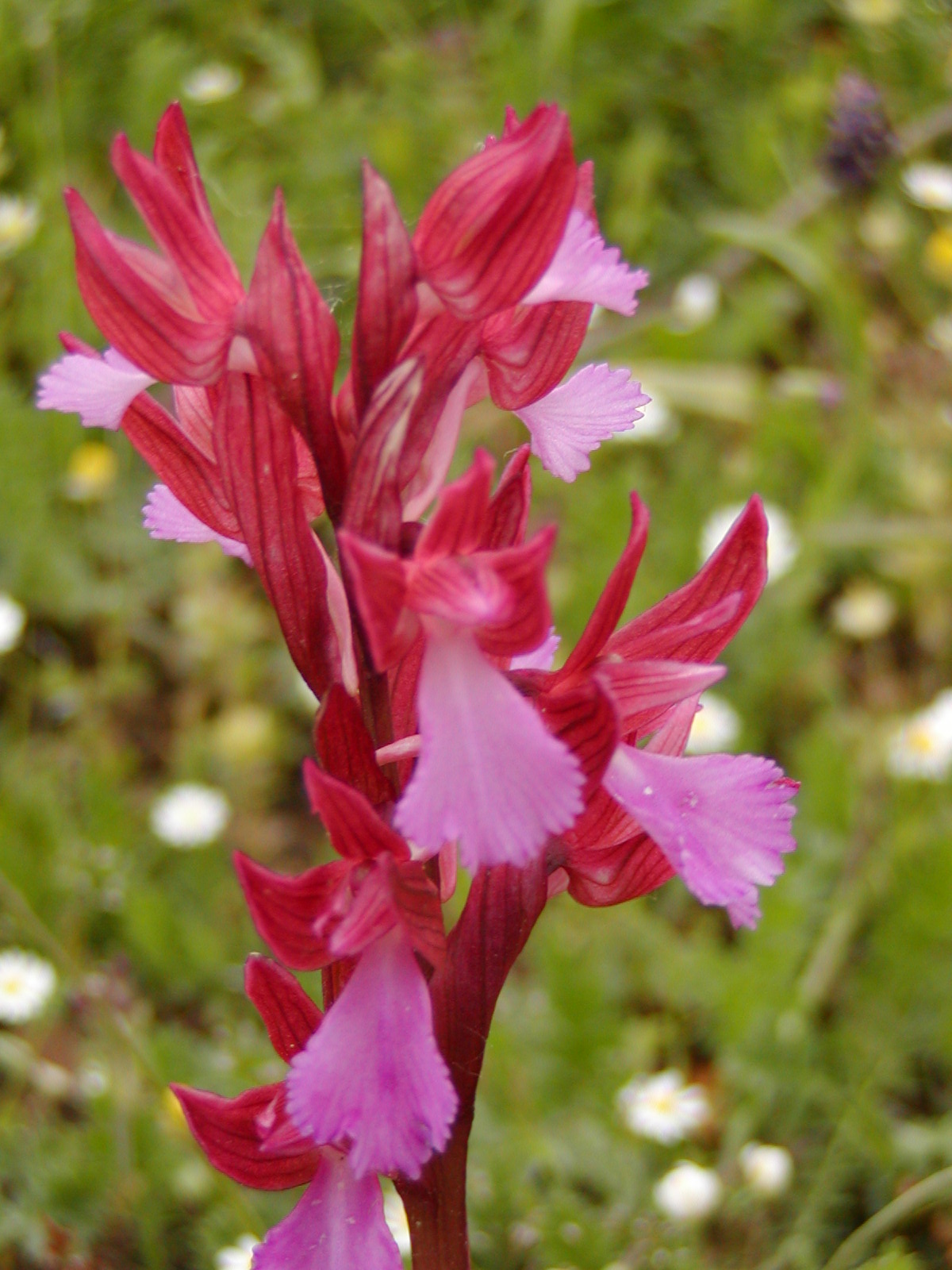
Vlinderorchis op Corsica (Frankrijk)